# インフェルノ (Mrs. GREEN APPLEの曲)
「インフェルノ」は、日本のロックバンド・Mrs. GREEN APPLEの3作目のデジタルシングル。

## 概要
前作「ロマンチシズム」から約3ヶ月ぶり、デジタルシングルとしては「WanteD! WanteD! (KERENMI Remix)」から約1年7ヶ月ぶりのシングル。アルバム「Attitude」からの先行シングルでもある。
表題曲はアニメ「炎炎ノ消防隊」の第1期1クールオープニングテーマと第2期24話エンディングテーマに起用された。アニメのオープニングテーマを手掛けるのは5thシングルのカップリング曲「On My MiND」以来4作ぶり通算3作目、オープニングテーマとしては通算2作目となる。エンディングテーマとしては1stシングルの「Speaking」以来5年ぶりとなる。
2020年8月、ストリーミング累計再生回数が1億回を突破した。「青と夏」に続いて自身2曲目の1億回再生超え楽曲となった。
2020年9月6日にテレビ朝日系列にて放送された「国民13万人がガチ投票! アニメソング総選挙」では、第10位にランクインした。
2025年3月度日本レコード協会リリースにおいて、ストリーミングでの5億回再生（ダイヤモンド認定）が発表された。

## 収録曲
1. インフェルノ [3:33]
作詞・作曲・編曲：大森元貴
アディショナルホーンアレンジ：藤澤涼架
タイアップ先の原作漫画のファンである大森による書き下ろし楽曲[5]。

## 参加ミュージシャン
Mrs. GREEN APPLE
- 大森元貴：Vocal、Chorus、Electric Guitar、Programming
- 若井滉斗：Electric Guitar
- 山中綾華：Drums
- 藤澤涼架：Organ
- 髙野清宗：Electric Bass

Additional Musician
- 半田信英：Trombone
- 濱地宗：Horn
- 次田心平：Tuba

## タイアップ
- TBS系列スーパーアニメイズム枠アニメ『炎炎ノ消防隊』第1期オープニングテーマ[6]
- Spotify 年末キャンペーンTV CM

## 収録アルバム
- Attitude
- 5

## カバー
- Afterglow［美竹蘭（佐倉綾音）］ - 2020年3月8日にゲーム『バンドリ! ガールズバンドパーティ!』に収録[7]。2021年2月24日発売のアルバム『バンドリ！ ガールズバンドパーティ！ カバーコレクション Vol.5』でCD初収録[8]。
- GYROAXIA　- カバーアルバム「ARGONAVIS Cover Collection -Marble-」（2021年11月17日発売）に収録。
- ずま（虹色侍） - 2020年2月14日に動画を公開、カバーEP「REIMAGINED」（2023年5月10日発売）に収録。
- ラモーナ・ウォルフ（田中美海） - 2024年6月18日にゲーム『ワールドダイスター 夢のステラリウム』に追加収録。